# Euskaltel-Euskadi/2012
Deze pagina geeft een overzicht van de Euskaltel-Euskadi ProTeam-wielerploeg in 2012.

## Algemeen
Sponsor: telecommunicatiebedrijf Euskaltel
Algemeen manager: Miguel Madariaga
Teammanager: Gorka Gerrikagoitia
Ploegleiders: Iñaki Isasi, Igor González de Galdeano
Fietsen: Orbea
Banden: Vittoria
Onderdelen: Shimano
Kleding: MOA
Budget: 6.5 miljoen euro
Kopmannen: Igor Antón, Mikel Nieve, Samuel Sánchez

## Renners
| Naam                    | Geboortedatum | Nationaliteit | Ploeg 2011        |
| ----------------------- | ------------- | ------------- | ----------------- |
| Igor Antón              | 02-03-1983    | Spanje        |                   |
| Mikel Astarloza         | 17-11-1979    | Spanje        |                   |
| Jorge Azanza            | 16-06-1982    | Spanje        |                   |
| Bello Bilbao            | 25-02-1990    | Spanje        |                   |
| Victor Cabedo († 19-09) | 15-06-1989    | Spanje        | Orbea Continental |
| Pierre Cazaux           | 07-06-1984    | Frankrijk     |                   |
| Ricardo Garcia Ambroa   | 26-02-1988    | Spanje        | Orbea Continental |
| Gorka Izagirre          | 07-10-1987    | Spanje        |                   |
| Jon Izagirre            | 04-02-1989    | Spanje        |                   |
| Mikel Landa             | 13-12-1989    | Spanje        |                   |
| Egoi Martínez           | 15-05-1978    | Spanje        |                   |
| Miguel Mínguez          | 30-08-1988    | Spanje        |                   |
| Mikel Nieve             | 26-05-1984    | Spanje        |                   |
| Juan José Oroz          | 11-07-1980    | Spanje        |                   |
| Alan Pérez              | 15-07-1982    | Spanje        |                   |
| Rubén Pérez             | 30-10-1981    | Spanje        |                   |
| Adrián Sáez             | 17-03-1986    | Spanje        | Orbea Continental |
| Samuel Sánchez          | 05-02-1978    | Spanje        |                   |
| Romain Sicard           | 01-01-1988    | Frankrijk     |                   |
| Amets Txurruka          | 10-11-1982    | Spanje        |                   |
| Pablo Urtasun           | 29-03-1980    | Spanje        |                   |
| Iván Velasco            | 08-02-1980    | Spanje        |                   |
| Gorka Verdugo           | 04-11-1978    | Spanje        |                   |

## Belangrijke overwinningen
Ronde van Catalonië
6e etappe: Samuel Sánchez
Ronde van het Baskenland
3e etappe: Samuel Sánchez
6e etappe: Samuel Sánchez
Eindklassement: Samuel Sánchez
Puntenklassement: Samuel Sánchez
Ronde van Asturië
2e etappe B (individuele tijdrit): Jon Izagirre
Ronde van Italië
16e etappe: Jon Izagirre
Ronde van Luxemburg
4e etappe: Gorka Izagirre
Prueba Villafranca de Ordizia
Winnaar: Gorka Izagirre
Ronde van Groot-Brittannië
7e etappe: Pablo Urtasun
1994 · 1995 · 1996 · 1997 · 1998 · 1999 · 2000 · 2001 · 2002 · 2003 · 2004 · 2005 · 2006 · 2007 · 2008 · 2009 · 2010 · 2011 · 2012 · 2013
AG2R-La Mondiale · Astana · BMC Racing Team · Euskaltel-Euskadi · FDJ-Big Mat · Team Garmin-Sharp-Barracuda · Katjoesja · Lampre-ISD · Liquigas-Cannondale · Lotto-Belisol · Team Movistar · Omega Pharma-Quick Step · Orica-GreenEdge · Rabobank · RadioShack-Nissan-Trek · Saxo Bank-Tinkoff Bank · Sky ProCycling · Vacansoleil-DCM